# Porphyrosela hardenbergiella
Porphyrosela hardenbergiella är en fjärilsart som först beskrevs av Keith A.J. Wise 1957.  Porphyrosela hardenbergiella ingår i släktet Porphyrosela och familjen styltmalar. Inga underarter finns listade i Catalogue of Life.